# Районні автомобільні шляхи України
Районні автомобі́льні доро́ги — дороги, що з'єднують адміністративні районні центри з іншими населеними пунктами, інші населені пункти між собою, з підприємствами, об'єктами культурного значення, іншими дорогами загального користування у межах району.
Перелік доріг місцевого значення, у тому числі їх ділянок, що суміщаються з вулицями міст та інших населених пунктів, затверджують Рада міністрів Автономної Республіки Крим та обласні державні адміністрації один раз на три роки.